# I–22 Iryda
PZL I–22 Iryda lengyel kétüléses sugárhajtású gyakorló repülőgép. A későbbi modernizált változatok  típusjele M93 Iryda, illetve M96 Iryda.

## Alkalmazása
1992–1996 között a Lengyel Légierő 58. repülőezredénél üzemelt csapatpróbán 8 db I–22 Iryda M–93K változatú repülőgép, ezt követően kivonták őket az aktív szolgálatból, konzerválták, majd átadták a PZL Mielec repülőgépgyárnak. 1996-ra további 16 db gépet készített el a PZL Mielec, amelyeket azonban soha sem állítottak üzembe, máig a gyártó mieleci hangárjában állnak. Felmerült az Iryda-program újraélesztésének az ötlete és a legyártott gépek eladása Indiának.
A korábban üzemeltetett gépek közül a 301-es oldalszámú gépet 2006-ban a Légierő Műszaki Intézete kapta meg. A 204-es oldalszámú gépet Varsóban, a Lengyel Hadtörténeti Múzeum udvarán állították ki.

## Fegyverzete

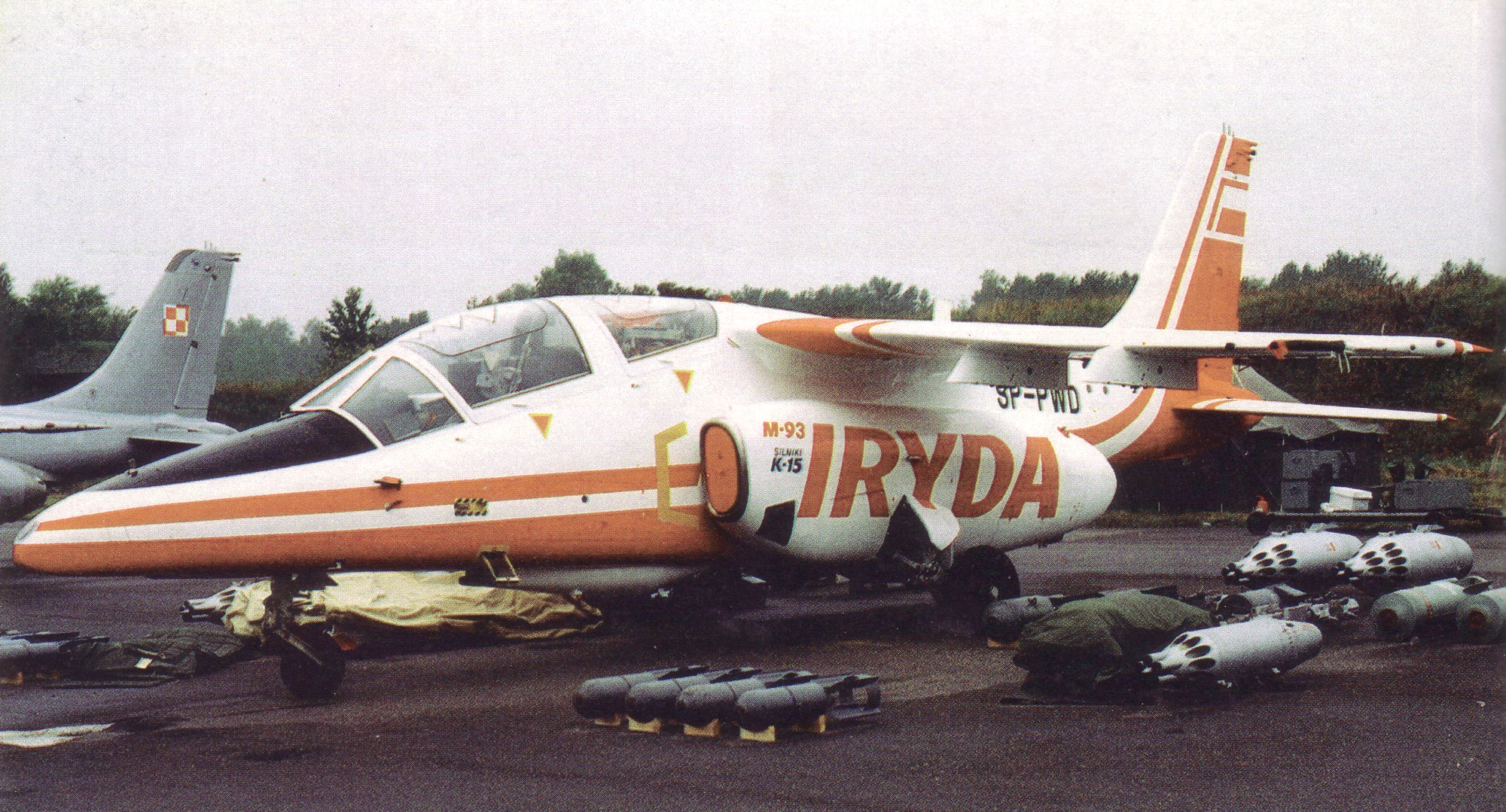
PZL I-22 Iryda M-93-K

A repülőgép beépített fegyverzetét egy kétcsövű 23 mm-es GS–23 gépágyú alkotja, 200 db-os lőszerjavadalmazással. A szárnyakon kialakított 2–2 db tartóra bombák, földi célok elleni nemirányított rakétablokkok, légibombák, üzemanyag-póttartályok, valamint különféle konténerek függeszthetők.